# کریس ساتن
کریس ساتن (به انگلیسی: Chris Sutton) زادهٔ ۱۰ مارس ۱۹۷۳ بازیکن فوتبال اهل انگلستان بود که سابقهٔ بازی در تیم ملی فوتبال انگلستان را در کارنامهٔ خود دارد. وی در تاریخ ۱۵ نوامبر ۱۹۹۷ تنها بازی ملی خود را در مقابل تیم ملی فوتبال کامرون انجام داد.